# Bernard J. Durning
Pour les articles homonymes, voir Durning.
Bernard J. Durning (parfois crédité Bernard Durning) est un acteur et réalisateur américain de la période du cinéma muet, né à New York (État de New York) le 24 août 1892 et mort dans la même ville le 29 août 1923.

## Biographie
Durning était marié à l'actrice Shirley Mason.

## Filmographie

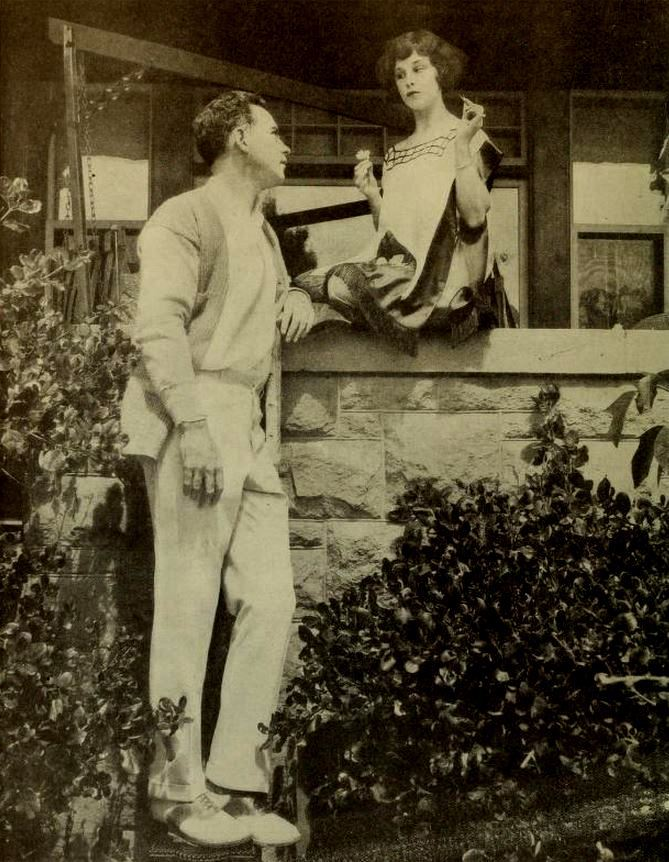
Durning et Shirley Mason en 1922.

### Réalisateur
- 1918 : The Wall Invisible
- 1919 : The Unwritten Code
- 1921 : The Devil Within
- 1921 : La Loi sacrée (The Primal Law)
- 1921 : L'Insulte (To a Finish)
- 1921 : Straight from the Shoulder
- 1921 : The One-Man Trail
- 1921 : Partners of Fate
- 1922 : The Yosemite Trail
- 1922 : While Justice Waits
- 1922 : The Fast Mail
- 1922 : L'Engrenage (Oath-Bound)
- 1922 : Une Chimère (Strange Idols)
- 1922 : Iron to Gold
- 1923 : Le Rayon mortel (The Eleventh Hour)

### Acteur
- 1919 : Blackie's Redemption de John Ince
- 1919 : When Bearcat Went Dry d'Oliver L. Sellers
- 1920 : The Gift Supreme d'Oliver L. Sellers
- 1920 : Seeds of Vengeance d'Oliver L. Sellers
- 1920 : The Scoffer d'Allan Dwan
- 1921 : Diane of Star Hollow d'Oliver L. Sellers
- 1921 : The Devil Within